# Аккоз-Кайнар
Акко́з-Кайна́р (каз. Ақкөз-Қайнар) — село у складі Меркенського району Жамбильської області Казахстану. Входить до складу Акерменського сільського округу.
У радянські часи село називалось Ферма № 3 совхоза Меркенський.
Населення — 86 осіб (2021; 82 у 2009, 151 у 1999, 261 у 1989).